# 欧诺-布勒里-圣桑福里安
欧诺-布勒里-圣桑福里安（法語：Auneau-Bleury-Saint-Symphorien，法語發音：[ono blœʁi sɛ̃ sɛ̃fɔʁjɛ̃]）是法国厄尔-卢瓦省的一个市镇。该市镇于2016年1月1日由市镇欧诺与布勒里-圣桑福里安合并而成，布勒里-圣桑福里安则是于2012年1月1日由市镇布勒里和圣桑福里安堡合并而成。

## 地理
欧诺-布勒里-圣桑福里安（48°27'45"N, 1°46'25"E）面积34.29 平方千米，位于法国中央-卢瓦尔河谷大区厄尔-卢瓦省，该省份为法国北部内陆省份，北起顺时针与厄尔省、伊夫林省、埃松省、卢瓦雷省、卢瓦-谢尔省、萨尔特省和奧恩省接壤。

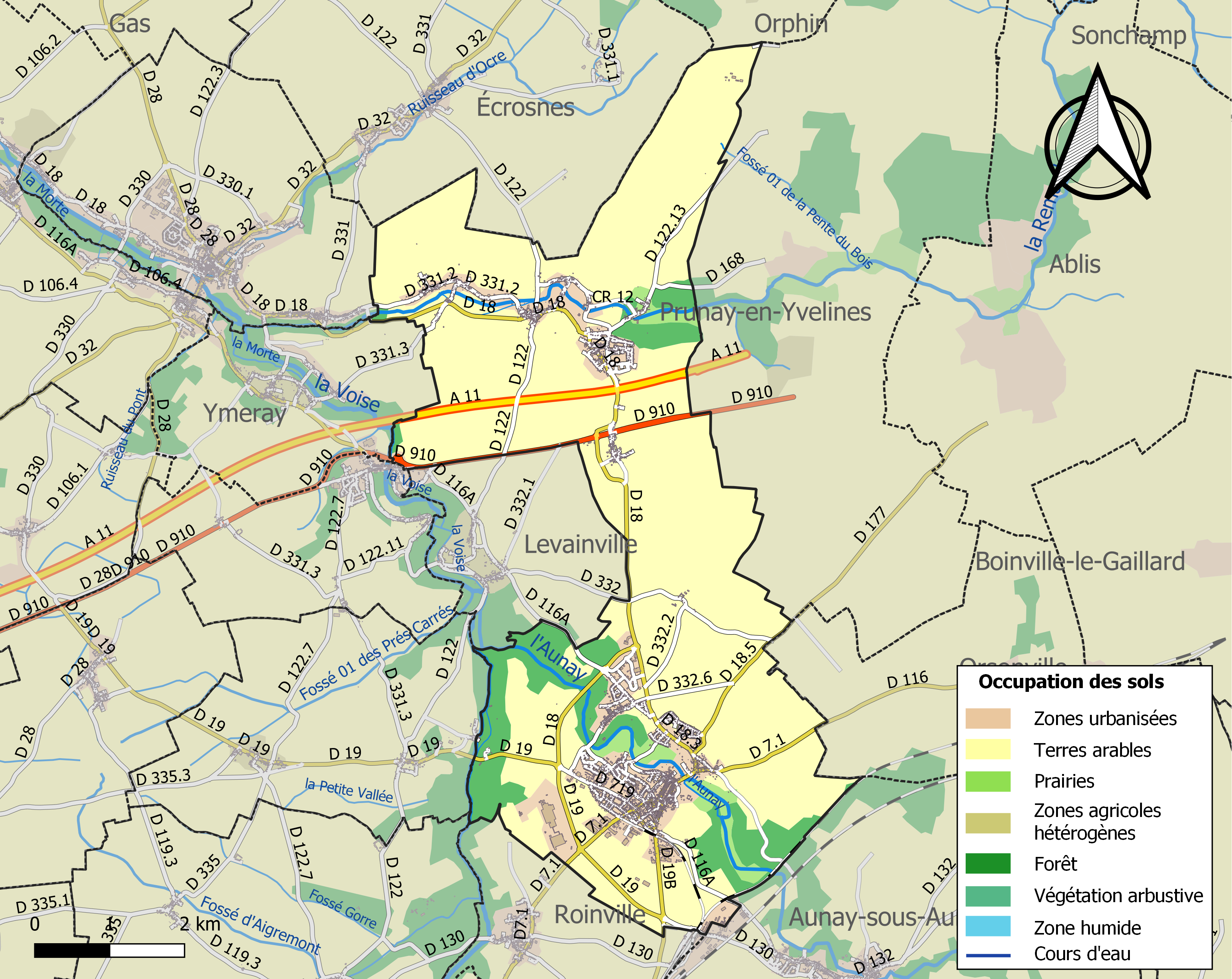
欧诺-布勒里-圣桑福里安的OSM定位图

与欧诺-布勒里-圣桑福里安接壤的市镇（或旧市镇、城区）包括：奥松维尔、伊夫林地区普吕奈、伊姆赖、鲁万维尔、奥尔凡。
欧诺-布勒里-圣桑福里安的时区为UTC+01:00、UTC+02:00（夏令时）。

## 行政
欧诺-布勒里-圣桑福里安的邮政编码为28700，INSEE市镇编码为28015。

## 政治
欧诺-布勒里-圣桑福里安所属的省级选区为欧诺县。

## 人口
欧诺-布勒里-圣桑福里安于2022年1月1日时的人口数量为6354人。